# La Vie des bêtes
 (mars 2016).
Si vous disposez d'ouvrages ou d'articles de référence ou si vous connaissez des sites web de qualité traitant du thème abordé ici, merci de compléter l'article en donnant les références utiles à sa vérifiabilité et en les liant à la section « Notes et références ».

La Vie des bêtes (titre anglais : Animals) est une série télévisée d'une trentaine d'épisodes réalisée intégralement en images de synthèse 3D par le studio français d'animation Mac Guff.

## Synopsis et mise en scène
Chaque épisode, d'environ trente secondes, raconte brièvement la vie d'un animal (allant de la mouche à l'éléphant) sur le ton de l'humour noir.
Le parti-pris de mise en scène est que les animaux sont invisibles à l'image et suggérés seulement par la bande son, ainsi que par le principe de la caméra subjective. Ainsi, c'est la caméra — donc le point de vue du spectateur — qui déambule dans le décor. Au spectateur de deviner de quel animal il s'agit ; un indice apparaît toutefois à la fin de chaque épisode.
Le décor est commun à tous les animaux et a été conçu par le designer Philippe Starck.

## Fiche technique et diffusion
- Réalisation entre 1986 et 1987 avec le logiciel Imagix3D
- Diffusion en France sur Canal+, Grande-Bretagne sur MTV, et Japon sur NHK
- Distinction : 3e prix Pixel-INA catégorie Fiction à Imagina 1988

## Épisodes
(liste partielle)
- L'Araignée
- L'Autruche
- La Chauve-souris
- La Chèvre
- Le Dauphin
- L'Éléphant
- La Fourmi
- Le Kangourou
- Le Lévrier
- Le Loup
- La Mouche
- Le Moustique
- Le Phoque
- Le Poisson rouge
- Le Poussin
- La Poule
- La Puce
- Le Singe
- La Souris
- La Taupe
- Le Termite
- La Tortue

## Source
Wiki de l'histoire de la 3D française